# فرودگاه آبی اوون ساوند
فرودگاه آبی اوون ساوند (به انگلیسی: Owen Sound (Cook Field) Aerodrome) یک فرودگاه همگانی است که یک باند فرود چمن دارد. این فرودگاه در کشور کانادا قرار دارد .